# Langtang Lirung
Il Langtang Lirung (7227 m) è la vetta più alta del Langtang Himal, che è un sottoinsieme dell'Himalaya nepalese, a sud-ovest del Shisha Pangma, uno degli ottomila.

## Posizione
Il Langtang Himal costituisce la parte occidentale di un complesso di montagne che comprende anche il Jugal Himal, dimora del Shisha Pangma. Questo complesso si trova tra la valle del Sun Kosi ad est e la valle del Trisuli Gandaki ad ovest. Langtang Lirung si trova vicino al Trisuli Gandaki e a nord del Langtang Khola, nel parco nazionale del Langtang.

## Caratteristiche principali
Anche se non elevato per gli standard dei principali picchi himalayani, Langtang Lirung si distingue per il suo grande rilievo verticale sopra il terreno locale. Per esempio, si erge 5500 m sopra il Trisuli Gandaki a ovest in soli 16 km. Ha un'ampia parete sud che ha resistito a lungo ai tentativi di scalata. La lista delle 100 montagne più alte del mondo la colloca al numero 98.

## Ascese

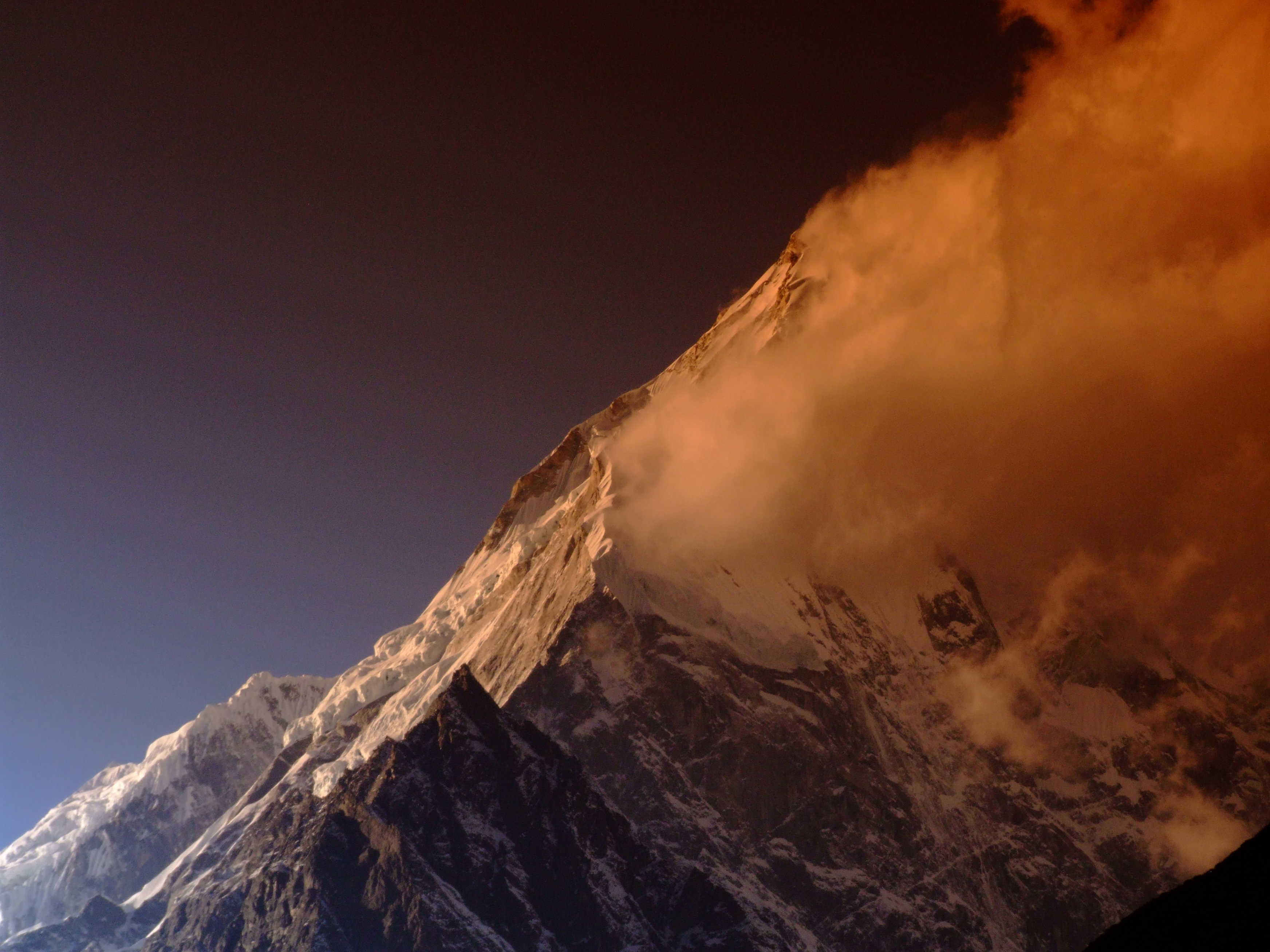
Langtang Lirung

Nel 1949, il picco fu perlustrato da Harold William Tilman e P. Lloyd. Negli anni '60 diverse spedizioni (diverse giapponesi, una australiana e una italiana) cercarono di scalare la cima attraverso la cresta est e la cresta sud, ma nessuno si avvicinò alla vetta.
La prima ascesa è stata portata a termine il 24 ottobre 1978 da una spedizione giapponese con al seguito alcuni alpinisti nepalesi. Solo Seishi Wada e Pemba Tshering Sherpa raggiunsero la cima dalla cresta est.
Un’altra spedizione giapponese riprovò l’ascesa nell’autunno del 1980, raggiunsero la cima tutti i membri attraverso la cresta sud est il 26 ottobre 1980. Un altro gruppo giapponese replicò il traguardo nella primavera del 1981.
La prima salita italiana portata a termine con un successo è stata fatta scalando la parete sud est nell’autunno 1982. Solo Mauro Petronio e Nga Temba Sherpa, su un gruppo di otto alpinisti, riuscirono nell’intento.
Un team polacco raggiunse la cima per l’ottava volta nell’inverno del 1987. Il 3 gennaio 1988, Mikołaj Czyżewski, Kazimierz Kiszka e Adam Potoczek raggiunsero con successo la cima attraverso la cresta sudorientale.
Secondo l'Himalayan Index, ci sono state 14 ascensioni del Langtang Lirung (nel 1978, 1980, 1981, 1982, 1986, 1986, 1988, 1989, 1992, 1992, 1994 e 1995), per lo più sulle vie della cresta sudorientale o sudoccidentale; e 13 tentativi falliti di raggiungere la vetta (che possono essere sottovalutati).
Il 9 novembre 2009, l'alpinista sloveno Tomaž Humar, che era in salita in solitaria (la spedizione è iniziata il 5 ottobre) attraverso la parete sud, ha avuto un incidente durante la sua discesa. Fonti riferiscono che è rimasto bloccato sulla montagna ad un'altezza di circa 6 300 metri con una gamba rotta (altre fonti riportano anche costole rotte e spina dorsale danneggiata). Il suo unico contatto con il personale del campo base tramite un telefono satellitare è stato effettuato il giorno dell'incidente e sembrava essere in condizioni critiche. La squadra di soccorso ha trovato il suo corpo il 14 novembre ad un'altezza di 5600 m. Presumibilmente è morto il 9 o il 10 novembre.

## Valanga del 2015
Il 25 aprile 2015, un violento terremoto di magnitudo 7.8 in Nepal ha provocato una frana sul Langtang Lirung. Nel villaggio di Langtang, direttamente sul sentiero della frana, morirono 243 persone.